# Brave Search
Brave Search este un motor de căutare dezvoltat de Brave Software, Inc. și este motorul de căutare implicit pentru browserul web Brave în anumite țări.

## Istoric
Brave Search este un motor de căutare dezvoltat de Brave Software, Inc. și lansat în versiune Beta în martie 2021, în urma achiziției Tailcat, un motor de căutare axat pe confidențialitate de la Cliqz⁠(d). Brave Search își propune să utilizeze indexul său independent pentru a genera rezultate de căutare. Cu toate acestea, utilizatorul poate permite browserului Brave să verifice anonim Google pentru aceeași interogare.
În octombrie 2021, Brave Search a devenit motorul de căutare implicit pentru utilizatorii browserului Brave în Statele Unite ale Americii, Canada, Regatul Unit (înlocuind Google Search), Franța (înlocuind Qwant⁠(d)) și Germania (înlocuind DuckDuckGo).
În iunie 2022, Brave Search și-a încheiat etapa beta și a fost lansat complet. În plus față de lansare, a fost adăugată noua caracteristică Goggles, care permite utilizatorilor să aplice propriile reguli și filtre la interogările de căutare.

## Caracteristici
Brave Search are diverse caracteristici concepute pentru a îmbunătăți experiența de căutare a utilizatorilor:
- Brave Search utilizează propriul său index web. În mai 2022, acesta acoperea peste 10 miliarde de pagini și era utilizat pentru a furniza 92% din rezultatele căutării fără a se baza pe terțe părți, restul fiind preluate de la server din API-ul Bing sau (pe bază de opt-in) de la client din Google.[7] Potrivit Brave, indexul a fost păstrat „intenționat mai mic decât cel al Google sau Bing” pentru a evita spam-ul și alte conținuturi de calitate scăzută, cu dezavantajul că „Brave Search nu este încă la fel de bun ca Google în recuperarea interogărilor cu coadă lungă.”[7]
- Brave Search Premium: utilizatorii pot crea opțional un cont cu Brave Search Premium pentru a sprijini direct Brave Search. Începând cu aprilie 2023, Brave Search este un site fără reclame, dar în cele din urmă va trece la un nou model care va include reclame, iar utilizatorii premium vor beneficia de o experiență fără reclame. [8] În mod implicit, datele utilizatorilor, inclusiv adresele IP, nu vor fi colectate de la utilizatorii săi.[9] Va fi necesar un cont premium pentru colectarea opțională a datelor.[8]
- Discuții: o funcție care arată conversațiile legate de interogarea de căutare, cum ar fi comentariile de pe site-ul Reddit.[10] Atunci când un utilizator caută și derulează în jos, dacă este disponibilă o secțiune de discuții, aceasta va fi acolo și va conține diverse forumuri unde și utilizatorul poate face clic pe unul pentru a vedea un răspuns de la un utilizator dintr-o comunitate online.
- Goggles: o funcție care permite utilizatorilor să aplice propriile reguli și filtre la o căutare.[6]
- Răspuns cu IA: model lingvistic mare care răspunde automat la anumite interogări de căutare, ajutat de conținutul paginilor web din rezultatele căutării.[11]

## Colectarea datelor
Brave Search implementează un anumit nivel de colectare a datelor numai atunci când utilizatorii optează pentru acest lucru prin intermediul Web Discovery Project (WDP). Proiectul este o metodologie și un sistem dezvoltat de Brave Software, Inc. care colectează date generate de utilizatorii săi, susținând în același timp că protejează confidențialitatea și anonimatul utilizatorilor. Utilizatorii pot opta în orice moment în timpul utilizării motorului de căutare prin modificarea setărilor lor. Nu este necesar niciun cont pentru această funcție. Începând cu 2022, datele din WDP au fost utilizate pentru a informa clasamentul rezultatelor căutării.